# Porcelaine de Nabeshima

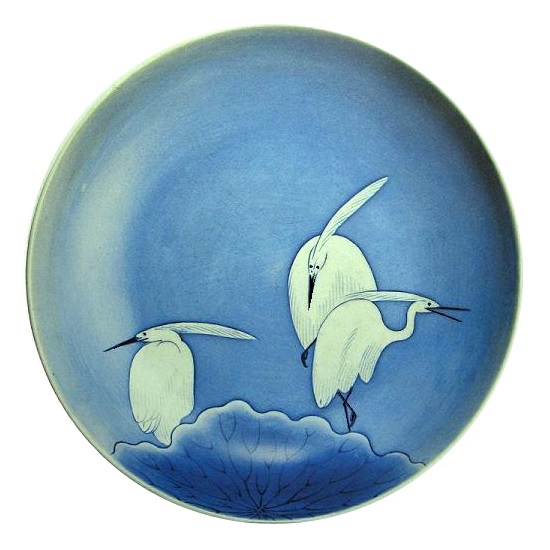
Grand plat tripode en porcelaine de Nabeshima avec motif de héron, bleu sous glaçure, vers 1690-1710, Bien culturel important (Kyushu Ceramic Museum)

La Porcelaine de Nabeshima (鍋島焼, Nabeshima-yaki) est un type de céramique japonaise, en particulier une porcelaine d'Arita de qualité exceptionnelle.

## Histoire
Il était produit dans les fours du seigneur Nabeshima du domaine de Saga à Okawachi près d'Arita à l'époque d'Edo, pour l'usage et le profit de sa famille,, et le nom des porcelaines dérive donc de celui du clan. Les fours d'Okawachi étaient déjà en fonction et continuait à fabriquer d'autres céramiques en parallèle. Les Nabeshima eux-mêmes les utilisaient ou les donnaient à d'autres seigneurs féodaux comme présents prestigieux. Ainsi, très peu d'exemplaires ont été exportés hors du Japon jusqu'à l'époque Meiji. La production a commencé vers 1700 et s'est poursuivie jusqu'à la fin du XIXe siècle, des marchandises similaires étant produites ailleurs par les descendants de la lignée principale jusqu'à nos jours. 

## Caractéristiques
Contrairement à la plupart des céramiques d'Arita, les motifs s'inspirent de la tradition japonaise plutôt que chinoise, avec en particulier des motifs textiles, et sont souvent marqués par une utilisation importante des espaces vides. Une grande partie de la production consistaient en des plats pour la nourriture, fabriqués en ensembles de cinq, avec un pied haut. La forme de ceux-ci suivaient les plats en bois laqué, qui étaient jusqu'alors la vaisselle privilégiée de l'aristocratie. Une certaine variété de motifs étaient utilisées, allant de l'abstrait au figuratif. Les dessins d'animaux et de plantes étaient populaires, mais ce sont les dessins montrant trois pots à motifs qui sont particulièrement caractéristiques. L'un des motifs utilisés est appelé karako (唐子) consistant en la représentation d'enfants chinois jouant.
La technique diffère également de celle de la plupart des porcelaines japonaises. Les contours du motif sont réalisés en bleu sous glaçure avant parfois un décor final "émaillé" sur glaçure.

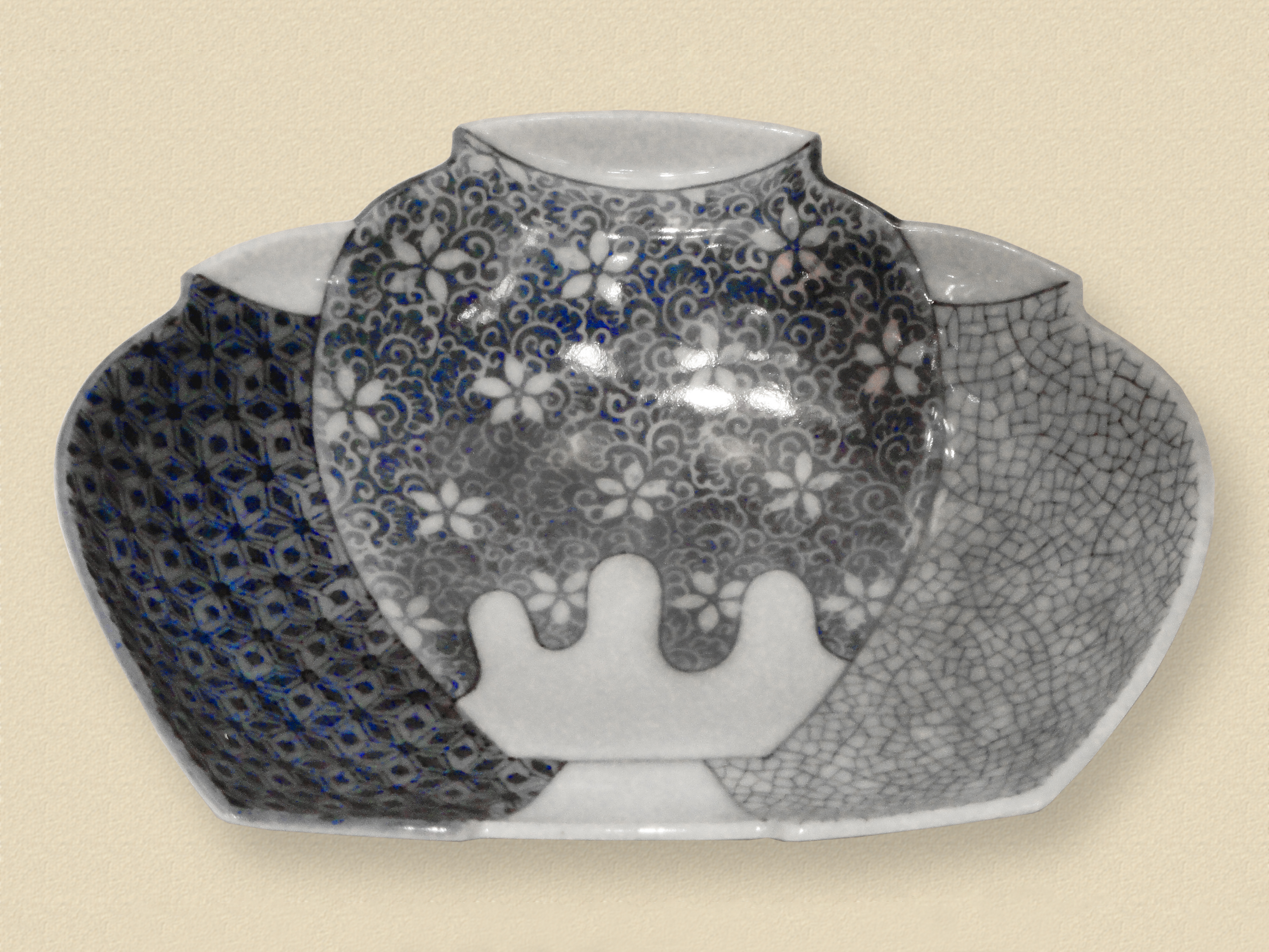
Plat en forme de pot, porcelaine à pâte dure avec cobalt sous glaçure, fours Okawachi à Arita, c. 1680-1720 (Musée Gardiner, Toronto)
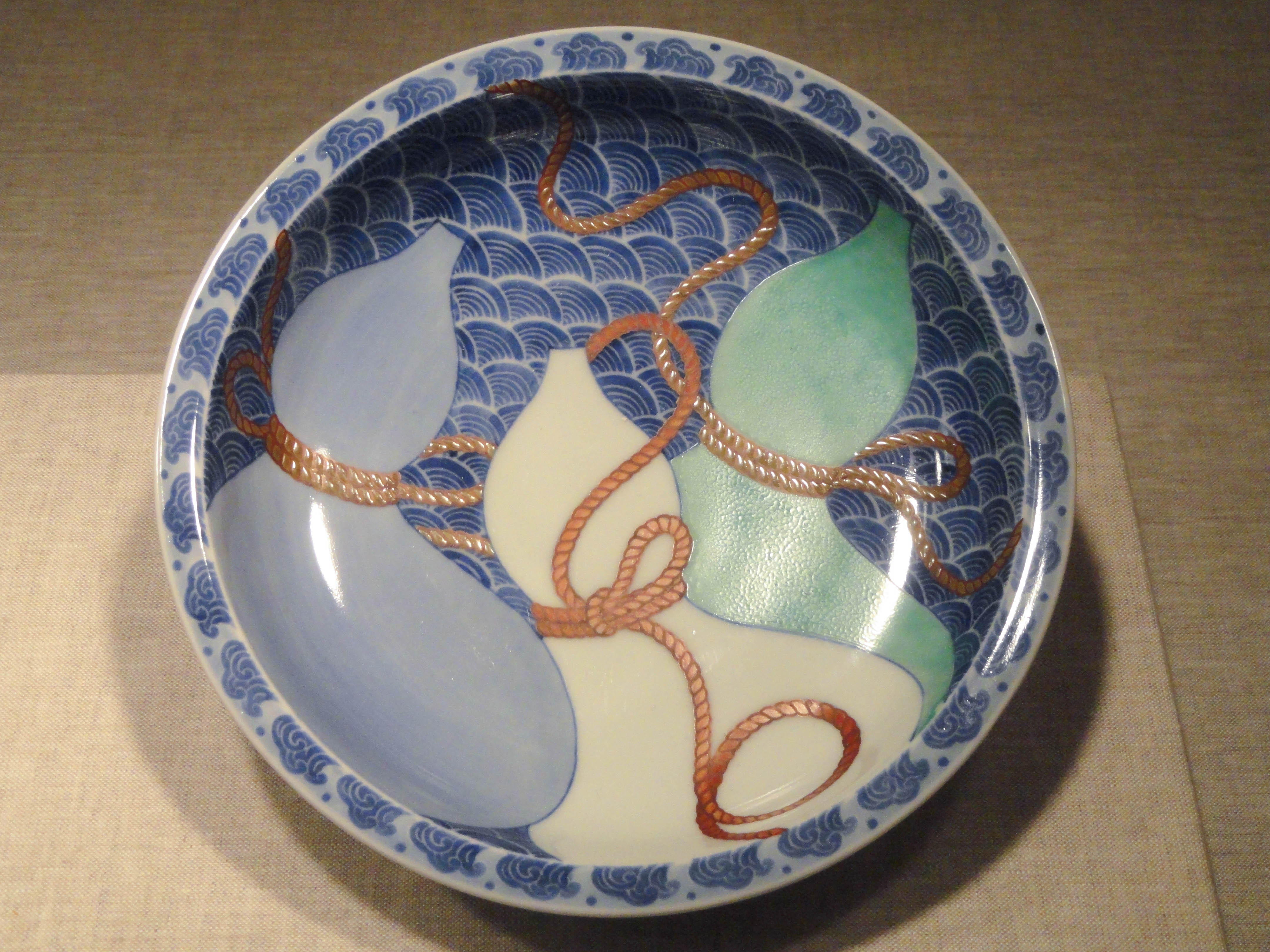
Plat du XVIIIe siècle (Art Institude of Chicago)
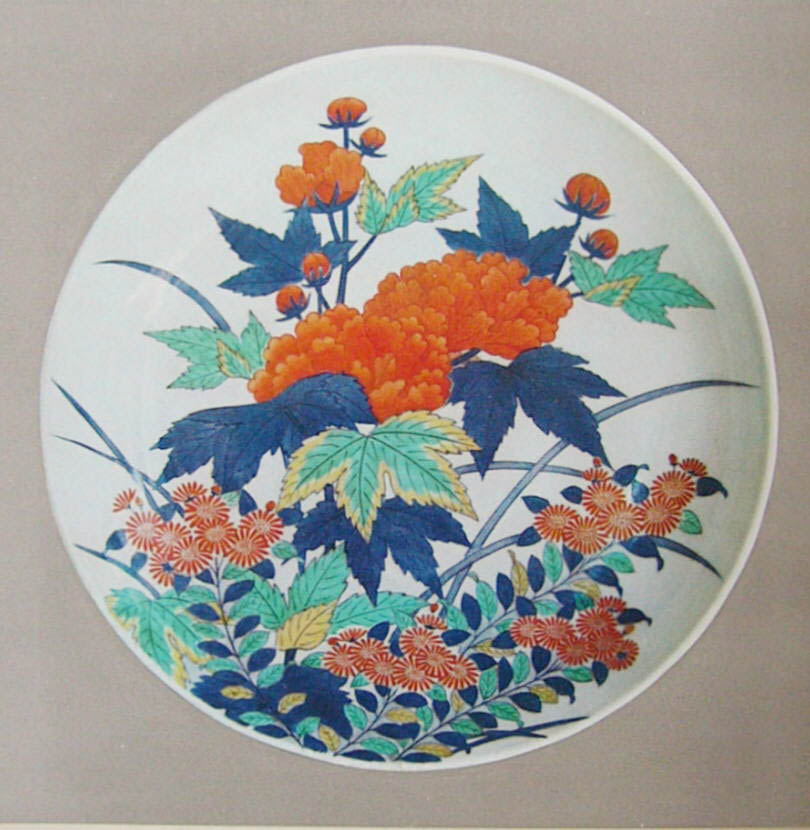
Assiette en faïence de Nabeshima à décor floral de style Kakiemon, Arita, fin XVIIe siècle, époque Edo
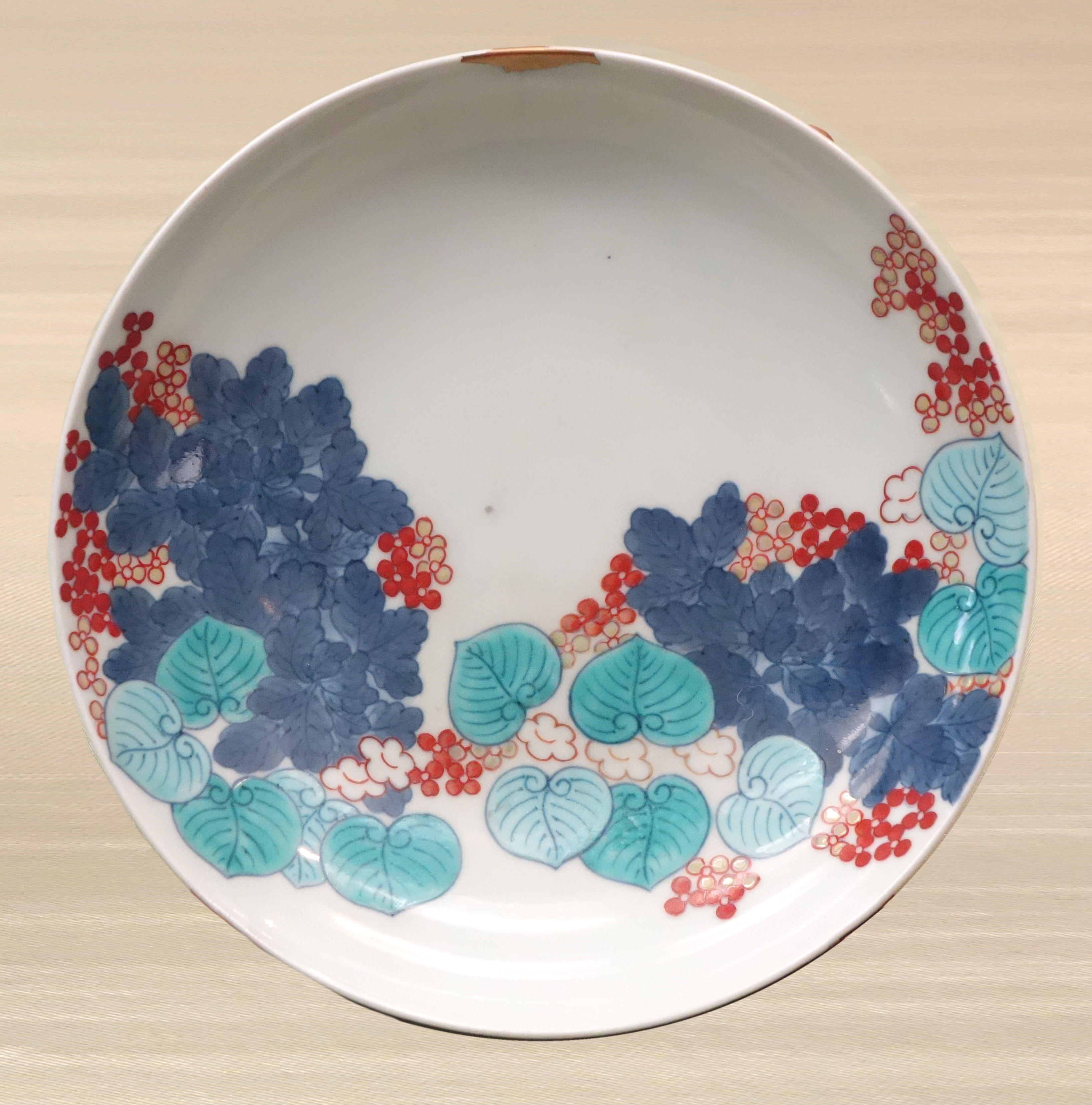
Plat à décor de rose trémière et petite réparation au kintsugi sur le dessus, émail sur glaçure, XVIIIe siècle, période Edo (Musée national de Tokyo)